# Lernanthropus cynoscicola
Lernanthropus cynoscicola is een eenoogkreeftjessoort uit de familie van de Lernanthropidae. De wetenschappelijke naam van de soort is voor het eerst geldig gepubliceerd in 1996 door Timi & Etchegoin.